# 促進轉型正義委員會
促進轉型正義委員會（簡稱促轉會）曾是中華民國行政院屬下任務型編制的二級獨立機關，負責有關轉型正義的事項。其依《促進轉型正義條例》授權成立，主要針對過去的威權獨裁統治時期，規劃和推動還原歷史真相、開放政治檔案、平復司法不公、促進社會和解、不當黨產的處理及運用等工作。
2017年12月5日，立法院三讀通過《促進轉型正義條例》。到了2018年5月31日，促進轉型正義委員會正式掛牌成立，辦公室位址則位在臺北市大安區安和路。依據《促進轉型正義條例》，促轉會為任務型機關，任期2年，必要時經行政院長同意可延期，成立之後已延期2次。
2022年5月30日，以階段性任務完成為由而結束運作，依《促進轉型正義條例》規定解散之後，由行政院另成立「行政院人權及轉型正義處」與「行政院推動轉型正義會報」，會報由行政院長擔任召集人，並增訂六大部會承接應辦理的轉型正義事項。

## 發展歷史

### 組織立法

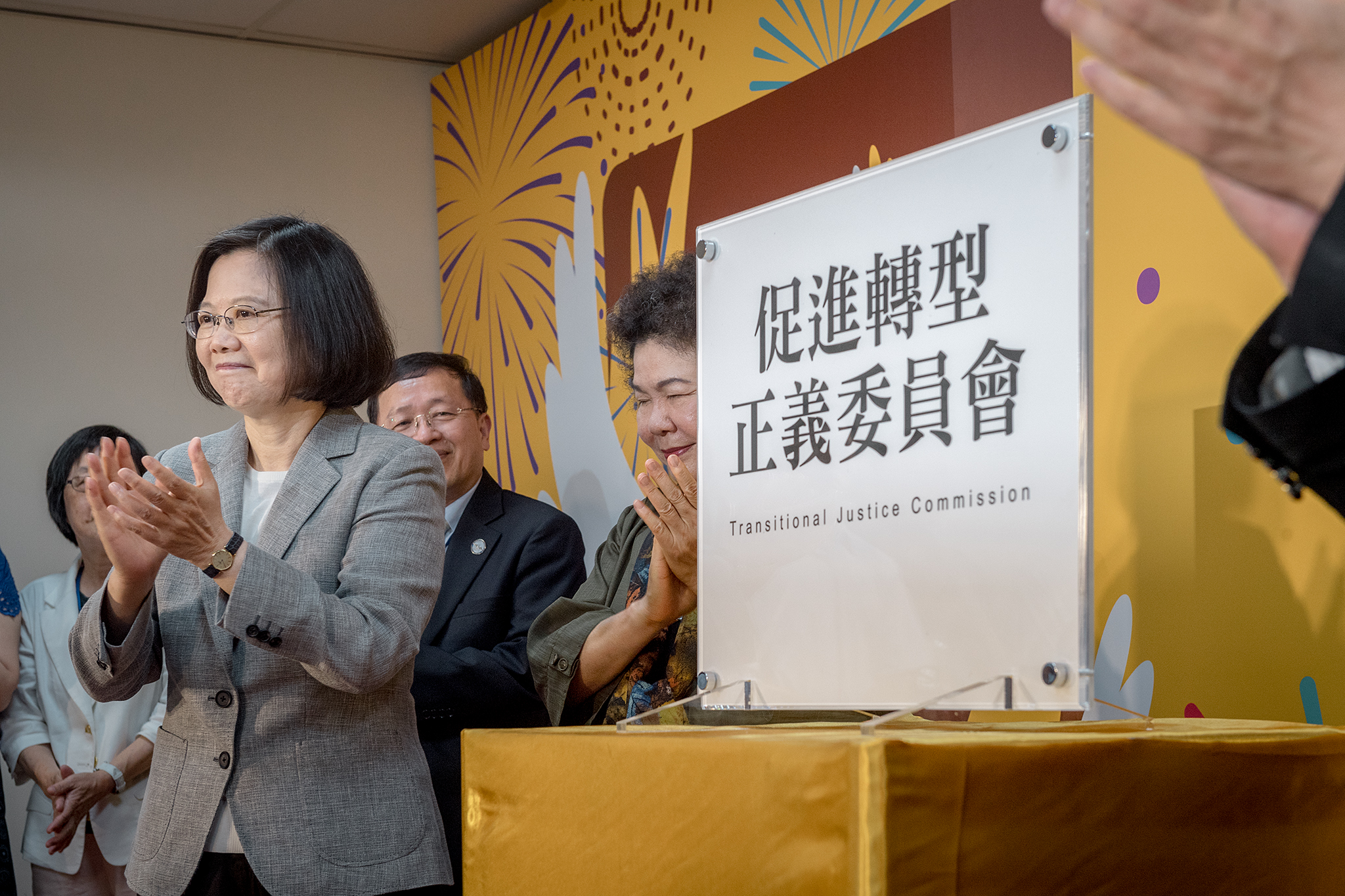
2018年5月31日，促進轉型正義委員會舉行揭碑儀式。

2016年3月18日，為了推動轉型正義，民主進步黨以「框架立法」的方式，草擬提出《促進轉型正義條例》的草案版本，規劃由促進轉型正義委員會推動還原歷史真相、處理不當黨產等數項任務，但是黨內立法委員仍有許多意見。4月21日，立法院司法及法制委員會開始審查《促進轉型正義條例》，隨即遭到中國國民黨立法委員杯葛，泛藍和泛綠雙方多次爭論。5月20日，中華民國總統蔡英文宣示，預計在3年內完成轉型正義的報告。6月13日，民主進步黨訂出《促進轉型正義條例》與《政黨及其附隨組織不當取得財產處理條例》的通過時程。
2016年6月22日，《促進轉型正義條例》通過初審。2017年12月5日，經過多次協商未有共識、以及中國國民黨內部分歧的情形下，立法院院會經過表決，三讀通過《促進轉型正義條例》。12月7日，行政院院長賴清德指示政務委員羅秉成，盡速組成促進轉型正義委員會。到了2018年3月31日，行政院公布促進轉型正義委員會委員的部分名單。其中，促進轉型正義委員由前監察院委員黃煌雄、行政院大陸委員會副主任委員張天欽分別擔任主任委員與副主任委員。
4月7日，行政院公布促進轉型正義委員會的9位委員提名名單，並送交立法院審查。不過在這期間，陳翠蓮婉拒促進轉型正義委員會委員，並批評黃煌雄不適任主任委員。中國國民黨則認為該名單的政黨色彩過於濃厚。5月8日，立法院院會在中國國民黨與親民黨未參與投票下，通過促進轉型正義委員會主任委員黃煌雄等9名委員的人事同意案。5月31日，促進轉型正義委員會正式掛牌成立，蔡英文、賴清德皆出席揭碑儀式，黃煌雄其後表示目標是要追求「和解」。

### 運作狀況

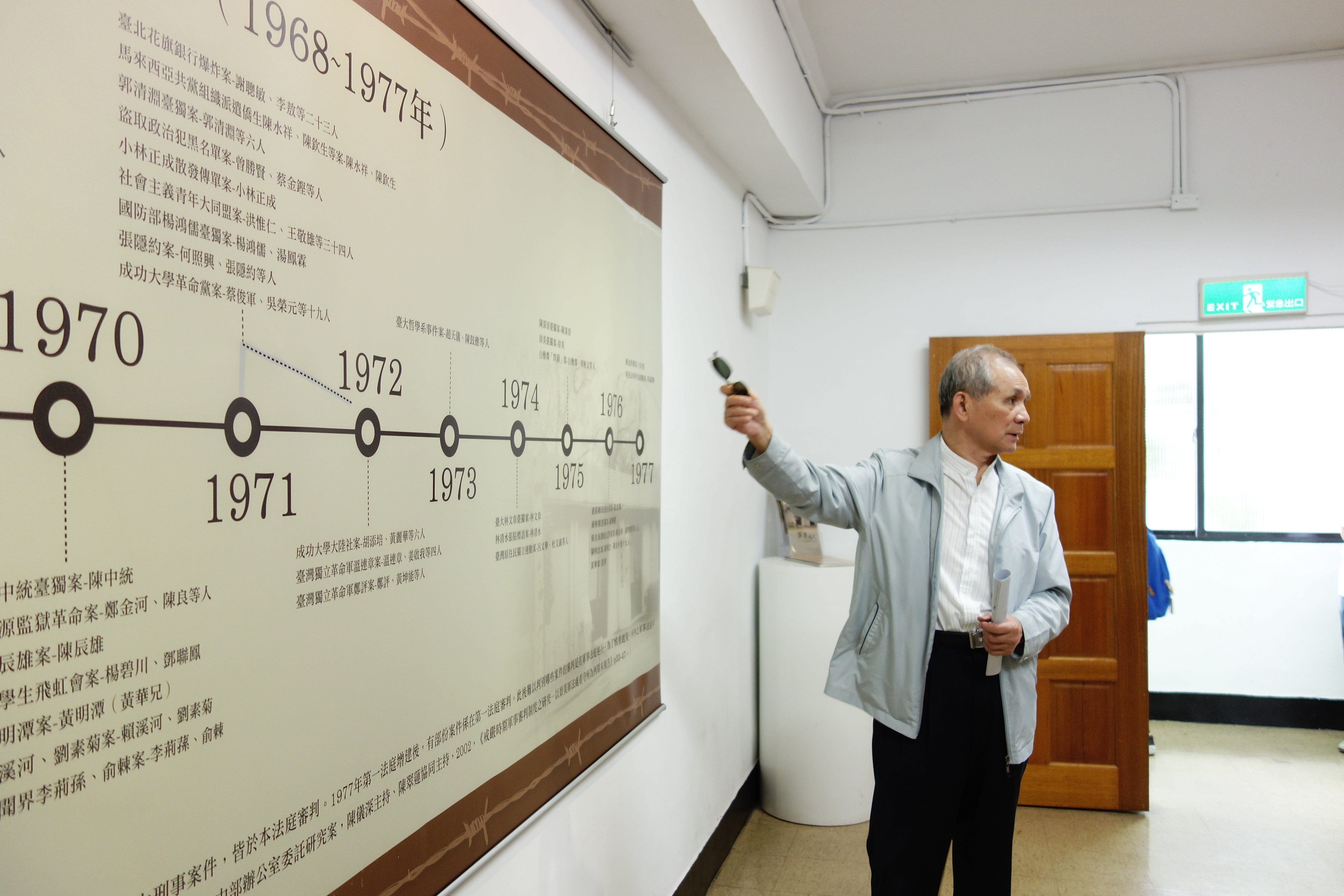
2018年9月，促進轉型正義委員會黃主任委員煌雄前往白色恐怖景美紀念園區勘查。

7月16日，促進轉型正義委員會召開首次業務報告。7月26日，促進轉型正義委員會邀集各方會商，並要求推薦諮詢委員，但是中國國民黨拒絕出席該次會商。其後，促進轉型正義委員會要求中國國民黨在1個月內清查政治檔案，但遭批評是「趕業績」。到了8月18日，中國國民黨智庫國家政策研究基金會被查封，促進轉型正義委員會隨即要求前往調查，但被質疑是只想透過公文展開搜索。促進轉型正義委員會也曾視察法務部矯正署泰源技能訓練所，但未能蒐集到史料。
9月11日，副研究員吳佩蓉公開副主任委員張天欽在會議中攻擊新北市市長參選人侯友宜的內部錄音，由於張天欽和部分成員發表指責侯友宜為轉型正義最惡劣的例子並自稱執政黨之「東廠」在內的爭議言論，導致促進轉型正義委員會被輿論批評如同「東廠」或「選戰打手」，張天欽於隔日請辭獲准。
隨後，在野黨和民間團體要求促進轉型正義委員會重新改組，並認為黃煌雄遭到架空。9月21日，促進轉型正義委員會公布調查報告，否定張天欽等人的失當言論。10月2日，賴清德在立法院致歉，並由行政院組成專案小組，調查促進轉型正義委員會。
到了10月6日，促進轉型正義委員會主任委員黃煌雄辭請辭獲准，並期盼解開朝野政治僵局。10月16日，經過賴清德核定，楊翠出任促進轉型正義委員會代理主任委員。10月23日，中國國民黨立法委員在立法院院會抗議，迫使楊翠「因公請假」離席。12月10日，中國國民黨立法院黨團下達甲級動員令，杯葛促進轉型正義委員會的預算，最終兩個預算案併陳至立法院院會協商。

### 解散
2022年5月，立法院會三讀修正通過「促進轉型正義條例」部分條文，在促轉會依規定解散之後，行政院應設推動「轉型正義會報」，由行政院長擔任召集人，並增訂6大部會承接應辦理的轉型正義事項。
2022年5月31日促進轉型正義委員會解散後，官網伺服器隨之關閉，以國家圖書館臺灣網站典藏系統的頁面取代，但因部分報告檔案未能於典藏網頁供外界下載，一度引起爭議，行政院隨後架設「促進轉型正義委員會重要資料專區」網頁，彙整促轉會的業務相關報告或文件。此外，原先由促進轉型正義委員會建置營運的「臺灣轉型正義資料庫」則改由國家人權博物館維運。

## 組織架構

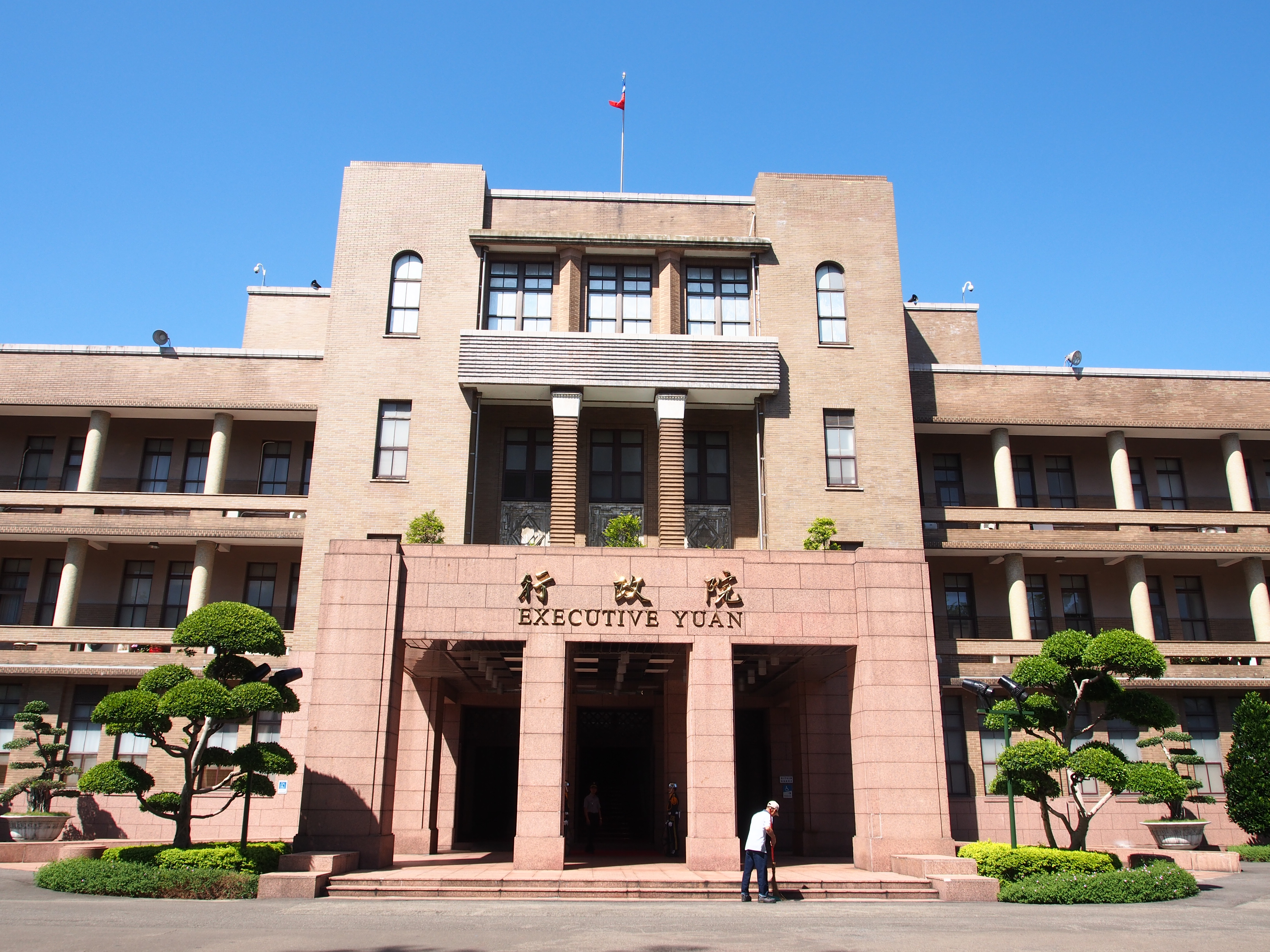
促進轉型正義委員會是設立在行政院下面的二級獨立機關。

根據《促進轉型正義條例》的授權，促進轉型正義委員會是行政院下面設立的二級獨立機關，負責規劃和推動有關還原歷史真相、開放政治檔案、清除威權象徵、保存「不義遺址」、平復司法不公、促進社會和解、不當黨產的處理及應用、其他轉型正義事項等需執行的任務。因此促進轉型正義委員會比照其他二級機關，並與不當黨產處理委員會各自獨立運行。而在成立後的2年內，促進轉型正義委員會應該向行政院院長提出任務總結報告，未能在2年內完成時，則可以報請行政院院長延長，每次以1年為限。
在組織架構部分，促進轉型正義委員會屬於委員會制機關，設有跨黨派的9人委員會。其中，設置主任委員、副主任委員及3位專任委員，共計有5位專任委員，另外還有4位兼任委員。同一政黨、黨派不得超過3人，同一性別不得少於3人。立法委員與監察院委員不得兼任促進轉型正義委員會委員。9位委員由行政院院長提名，需經立法委員行使同意權同意後任命。而在任職期間，委員不得參加政黨活動。此外，促進轉型正義委員會還設有主任秘書1人、業務組組長各1人，以及秘書室、人事室、主計室及政風室等4個幕僚單位。
最初促進轉型正義委員會的委員會成員，除了主任委員黃煌雄、副主任委員張天欽外，還包括由國立東華大學華文系副教授楊翠、前臺灣民間真相與和解促進會執行長葉虹靈、中央研究院民族所副研究員彭仁郁擔任專任委員，以及由中央研究院臺灣史研究所所長許雪姬、不當黨產處理委員會兼任委員花亦芬、臺灣基督長老教會總會助理總幹事高天惠、民間司法改革基金會常務執行委員尤伯祥出任兼任委員。由於採取任務型編制，2021年年底經行政院核定達成任務已於2022年5月解散。

## 歷任主任委員
| 任別 | 姓名   | 就職時間      | 卸任時間      | 備註       |
| ---- | ------ | ------------- | ------------- | ---------- |
| 1    | 黃煌雄 | 2018年5月31日 | 2018年10月6日 | 中途請辭   |
| 代理 | 楊翠   | 2018年10月7日 | 2020年5月24日 | 代理主委   |
| 2    | 楊翠   | 2020年5月25日 | 2021年5月30日 | 請辭       |
| 代理 | 葉虹靈 | 2021年5月31日 | 2022年5月30日 | 副主委代理 |

## 主要工作

### 檔案研究
促進轉型正義委員會的工作包括還原歷史真相，清查與整理政治檔案，並撰寫臺灣白色恐怖時期的調查報告。因此，促進轉型正義委員會需要蒐集、保全、造冊政治檔案，並擬定相關檔案的開放原則。有關處理威權統治時期相關檔案的時間計算，明訂是指1945年8月15日第二次世界大戰結束起，至1992年11月6日中華民國總統宣告終止《動員戡亂時期臨時條款》為止。而拒絕提供政治檔案的政黨，促進轉型正義委員會能裁定500萬元罰鍰。
此外，促進轉型正義委員會還具有調查權，能要求相關的機關團體或個人提出檔案、冊籍、文物或證物，亦能主動派人前往調查案件，或是委託其他機關辦理特定案件，必要時也能夠臨時封存相關資料。接受調查的有關機關、團體、事業、單位或人員，不得規避、拖延、拒絕或是妨礙調查，最重則能夠處以10萬元以上、50萬元以下的罰鍰，且可以連續處罰。而因為業務知悉政黨或附屬組織相關資料者，在提供促進轉型正義委員會相關資料時，並不具有保密義務的拘束、且能免除其法律責任，這又被稱作「窩裡反條款」。
促進轉型正義委員會主要鎖定中國國民黨等5個政黨，並且有權將經過審定的政治檔案收歸國有。為了落實轉型正義，國家發展委員會檔案管理局同時將二二八事件的檔案全數解密。蔡英文亦指示就部分政治檔案的解密召開會議。而在2019年7月4日，立法院三讀通過《政治檔案條例》，這也是把政治檔案移歸為國家檔案的法源，而拒絕移交者便能夠處以500萬元的罰鍰。

### 威權象徵

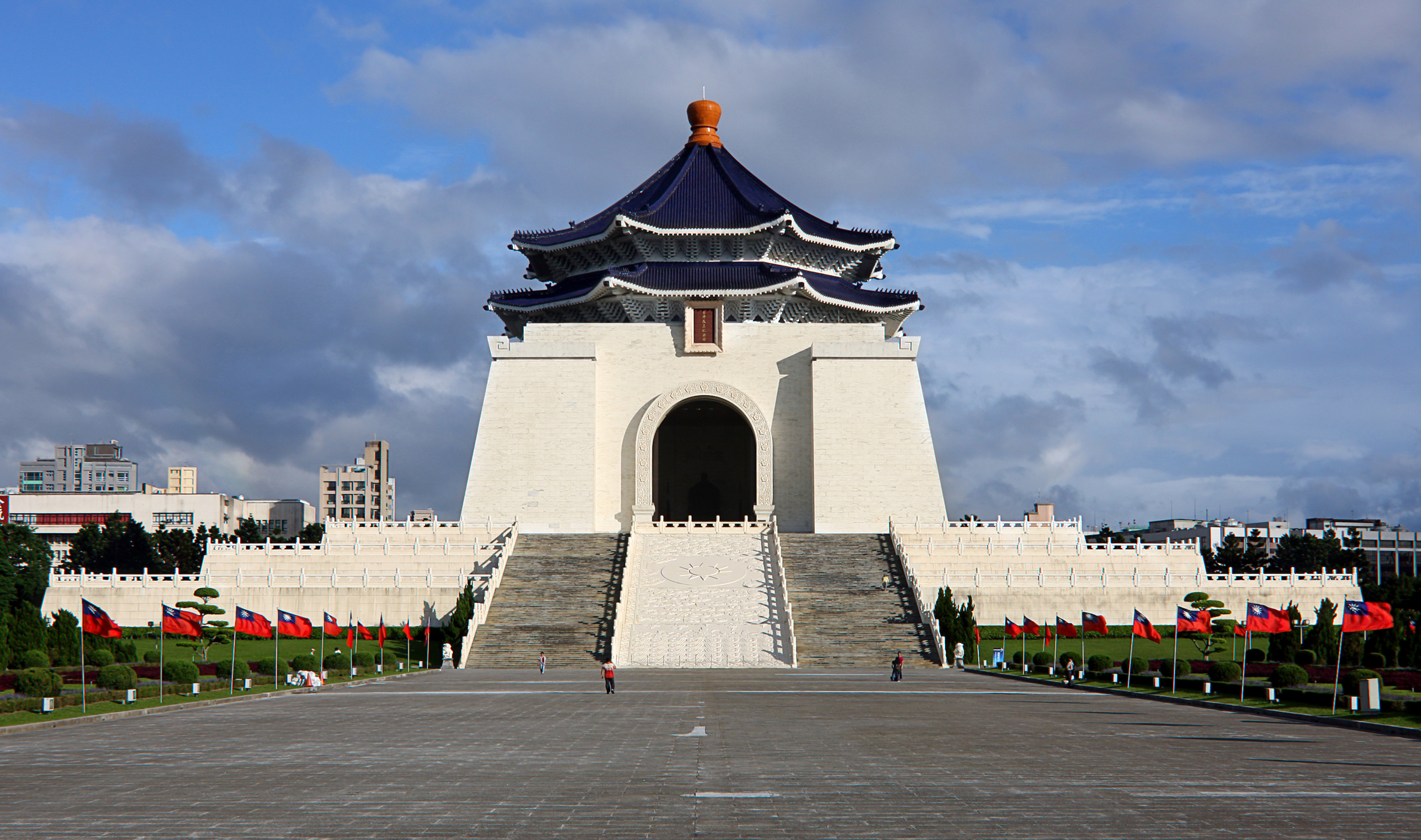
促進轉型正義委員會把中正紀念堂的轉型視為首要工作。

促進轉型正義委員會的任務還有清除威權象徵，並對保全、重建白色恐怖時期的「不義行為遺址」展開討論。其中為了記取侵害人權的歷史，針對公共建築物或公共場所中的紀念、緬懷威權統治者的象徵，促進轉型正義委員會會予以處置。對此，促進轉型正義委員會便把中正紀念堂列為第一優先處置的任務。而針對中正紀念堂的轉型草案，中華民國文化部亦同時辦理願景工作坊，藉此擴大社會的討論。
促進轉型正義委員會對於其他的蔣中正、蔣經國銅像，則是提出多元處置的方案，並要求中華民國教育部清查校園內的銅像。促進轉型正義委員會也曾邀請白色恐怖時期的受難者家屬舉行座談，後者普遍要求盡速移除蔣中正的銅像。其他同樣被提出的威權象徵更改，還包括30所以「中正」為名的學校更名、244條以「中正」為名的路名更名、以及更換有著蔣中正肖像的新臺幣硬幣版本等，不過行政院強調尚未處理這些項目。

### 其他任務

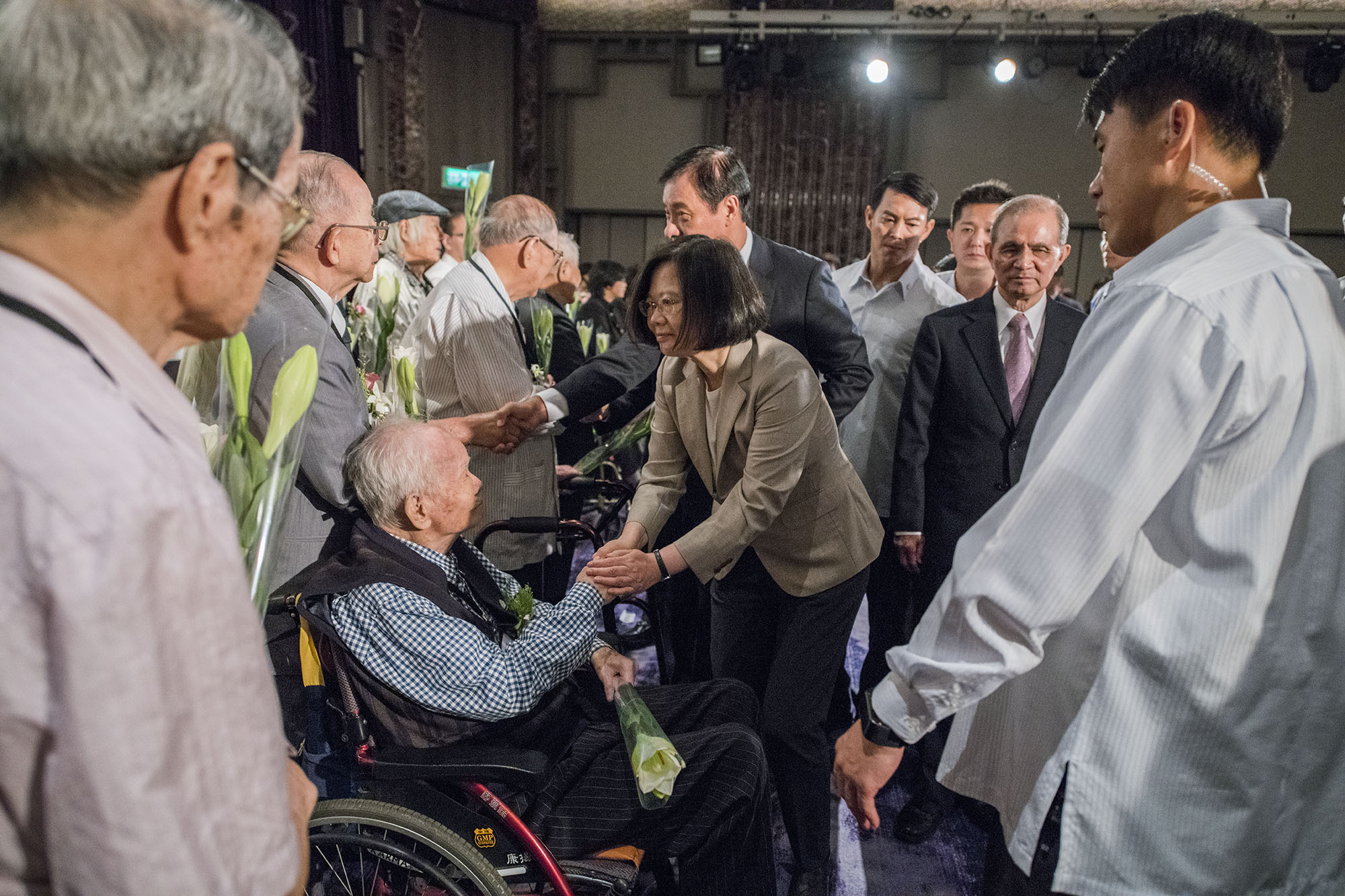
2018年10月5日，促進轉型正義委員舉行第一波刑事有罪判決撤銷公告儀式。

促進轉型正義委員的其他工作還有平復司法不公、重新調查侵害平等原則的指標性政治審判案件，以及回復與賠償受害者或其家屬的名譽及權利損害。其中，促進轉型正義委員會因而需要還原司法不法事件的歷史真相，並曾計算出在二二八事件、白色恐怖時期的相關案件數字。而受難者可以向促進轉型正義委員會申請賠償，其有罪判決的前科紀錄亦會予以撤銷。
其中在2018年10月5日，促進轉型正義委員會舉辦首波撤銷政治受難者有罪判決的公告活動。12月9日，促進轉型正義委員會舉辦第二波撤銷有罪名單的儀式。2019年2月27日，促進轉型正義委員會公告撤銷1,056人有罪判決。到了5月30日，促進轉型正義委員會再度撤銷2,006人的有罪判決。與此同時，促進轉型正義委員會還推動界定加害者身分，並向加害者追究責任的工作，試圖建構「加害運作機制」，從而終結「沒有加害者」的現象。
而在追討自1945年8月15日起取得的不當、不法黨產部分，除非是明確具有所有權者，其他黨產則會轉移為國家所擁有，並且由促進轉型正義委員設立特種基金來支應、推動相關政策。而仿效德國的經驗，促進轉型正義委員會還成立「政治創傷療癒中心」，並且計畫建置有關司法問題的「臺灣轉型正義資料庫」。

## 争议与影響

### 對執政黨民進黨政治人物衝擊
2021年10月，民主進步黨籍臺中市立委黃國書承認在國民黨威權時期扮演「線民」，因此宣布退出民進黨、民進黨立院黨團、新潮流系，並且不再角逐下屆立委。此事是因同黨其他立委檢閱自身的檔案時所察覺。
而台灣民眾黨籍的臺北市長柯文哲在2021年10月18日的防疫記者會上回應記者的相關提問時，指出國民黨政府在威權時期每年可資助5,000名的「職業學生」，因此他估計有上萬人曾為線民；然而，此名單完全公開與否，將成不同的政治難題。柯並說到：「我們在推動轉型正義的過程當中，會不會出現更多的被害者？」

### 機關正當性
從2018年10月4日至2019年5月30日，促進轉型正義委員會已經公布四波刑事有罪判決撤銷名單，總共辦理5,837人的判決撤銷作業。相對地，中國國民黨反對《促進轉型正義條例》賦予行政機關侵犯人權的權限，並批評促進轉型正義委員會是「臺灣警備總司令部」、「東廠」，而轉型正義則已經變成「綠色恐怖」。而對於轉型正義的議題，中國國民黨並未有相關的因應。民主進步黨則是反駁中國國民黨本身是在抗拒轉型正義。此外，促進轉型正義委員會的辦公室位在臺北市大安區，但是由於該地點鄰近學校，曾經引發部分居民的抗議，並要求促進轉型正義委員會搬遷他處。此外，促轉會亦平反兩蔣時期獲罪的中共涉台人士，包括涉及中共台灣省工委、台湾民主自治同盟等親共組織的案件，由此引發爭議。

### 香港國安法封網
2021年2月12日，香港媒體發現香港網路無法連接至促轉會網站，疑因港區國安法而被「封網」。

## 外部連結
- YouTube上的促進轉型正義委員會頻道 （繁體中文）
- 臺灣轉型正義資料庫 （页面存档备份，存于）（繁體中文）
- 促進轉型正義委員會重要資訊專區 （页面存档备份，存于）
- 促進轉型正義委員會官網（典藏版） （页面存档备份，存于）